# Ole Borg
Ole Borg (født 5. juli 1947) er en dansk skuespiller. Han er søn af kunstmaleren Emmy Hansen.
Han blev opdaget af Bille August i slutningen af 70'erne og medvikede i alle dennes 7 danske film. Således debuterede han i Honning Måne i 1978, dog uden at blive krediteret.
Det var dog reklamer, han blev kendt for. Især informationskampagnen da magnet-Dankortet blev lanceret i 1984. Siden medvirkede han i reklamer for bl.a. Albani og HT.
Han har ikke medvirket i noget siden starten af 90'erne.

## Udvalgte film
- Honning Måne (1978) (ikke krediteret)
- Busters verden (1984)
- Tro, håb og kærlighed (1984)

## Eksterne Henvisninger
- Ole Borg på Internet Movie Database (engelsk)
- Ole Borg på Filmdatabasen
- Ole Borg på danskefilm.dk
- Ole Borg på danskfilmogtv.dk
- Ole Borg på Svensk Filmdatabas (svensk)
- Ole Borg på The Movie Database (engelsk)